# 单齿蛭蚓
单齿蛭蚓（学名：Branchiobdella monodontus）为蛭蚓科蛭蚓属的动物，俗名单齿蛭形蚓。在中国大陆，分布于辽宁等地。该物种的模式产地在辽宁宽甸。